# كلية القيادة والأركان المشتركة الإمارات

## كلية القيادة والأركان المشتركة
كلية القيادة والأركان المشتركة واحدة من كليات القوات المسلحة المختصة بتعليم فن الحرب عموماً والفن العملياتي على وجه الخصوص، حيث تجمع الكلية بين النظرية والتطبيق كأساس للمنهجية المعتمدة في سياسة الكلية التعليمية، والتي تهدف إلى تطوير الشخصية القيادية للضباط الدارسين من خلال برامج الدورة، وتساهم في بناء الرؤية المستقبلية لاستخدام القوات المسلحة في العمليات المشتركة والعمليات العسكرية غير الحربية كعمليات حفظ السلام وعمليات دعم السلام وغيرها.

## تاريخ كلية القيادة والأركان المشتركة
صدر في 28 سبتمبر 1991 م مرسوم القانون الاتحادي رقم (9) لسنة 1991 م بإنشاء كلية القيادة والأركان لتكون أرفع كلية عسكرية في الدولة تتولى إعداد من يقع عليهم الاختيار من الضباط لشغل وظائف القيادة والأركان في القيادات والتشكيلات والوحدات، ثم صدر في 15 أكتوبر 1991 م قرار نائب القائد الأعلى للقوات المسلحة في شأن النظام الأساس لكلية القيادة والأركان .
افتتح صاحب السمو الشيخ خليفه بن زايد آلنهيان ولي عهد أبوظبي نائب القائد الأعلى للقوات المسلحة كلية القيادة والأركان في يوم الاثنين الموافق 20 يناير1992م.
في عام 1994 صدر قرار سمو رئيس أركان القـــوات المسلحة بتحويل الدورات التي تعقد في الكلية من دورات قيادة وأركان عامه إلى دورات قيادة وأركان مشتركة وذلك اعتبارا من الدورة الثامنة وقد تم تعديل المنهاج إلى منهاج مشترك يخدم جميع القوات الرئيسة للقوات المسلحة.

## مهام وأهداف الكلية
•أن يتأهل الضباط ليشغلوا الوظائف في القيادة والأركان طبقاً للمناهج التعليمية المواكبة للعلم العسكري.
•مضاعفة وتعزيز موضوعات الدراسات الوطنية والدولية والإسلامية للضباط المنتسبين لدورات القيادة والأركان .
• تنمية ملكة البحث والتحليل والتعليل.
•تنمية القدرات على التخطيط والتنسيق والعمل المشترك.
•إثراء العملية التعليمية من خلال لقاءات كبار المسؤولين والقادة العسكريين وذوي الخبرة العسكرية الأكاديمية .

## دورات كلية القيادة والأركان المشتركة
تعقد الكلية عدة دورات بشكل منتظم أو بناء على التوجيهات الصادرة من القيادة العامة للقوات المسلحة بخصوص فترة انعقادها
=== دورة القيادة والأركان.
- دورة العمليات المشتركة.
- دورة التخطيط الاستراتيجي.
- دورة التخطيط المشترك.
- شهادة البكالوريوس في الإدارة والعلوم العسكري.
- شهادة الماجستير في الموارد البشرية.

## نظام القبول والدراسة
لم يعد نظام التعليم في كلية القيادة والأركان المشتركة مقتصراً على العلوم العسكرية والمحصورة في تأهيل ضباط الركن، بل تخطاها إلى عقد دورات في التخطيط الاستراتيجي، بالإضافة إلى ذلك فقد تم تطوير مناهج دورات القيادة والأركان المشتركة ليتناسب ومتطلبات الاعتماد الأكاديمي والذي يؤهل خريجي دورات القيادة والأركان المشتركة من الحصول على درجة البكالوريوس والماجستير وبالتنسيق مع جامعة أبوظبي في إدارة الموارد البشرية والعلوم العسكرية والإدارية.

### دورة القيادة والأركان المشتركة
لمواكبة التطور الذي تشهده القوات المسلحة لتسليح ضباطها بشهادات أكاديمية معتمدة وإدراج كلية القيادة والأركان المشتركة في مصاف صروح التعليم المعتمدة من قبل وزارة التعليم العالي، تم تطوير منهاج دورة القيادة والأركان المشتركة ليتناسب ومتطلبات الاعتماد الأكاديمي وبالتنسيق مع جامعة أبوظبي، فقد تم إعادة صياغة المنهاج وتوزيع الموضوعات فيه على أساس مساقات معتمدة مستخلصة من المناهج الفرعية لمنهاج الدورة السابقة مع مراعاة الحفاظ على مهمة الكلية وتقديم الفنون والعلوم العسكرية بنفس التسلسل والكثافة والمستوى المعتمد سابقاً.
روعي في إِعداد المنهاج توجيهات سعادة رئيس أركان القوات المسلحة رئيس المجلس الأعلى للكلية، ومطالب قيادات القوات الرئيسة، وملاحظات التطبيق الفعلي لمناهج الدورات السابقة وكافة الآراء والأفكار البناءة حيث تم تحديد الإيجابيات والسلبيات وجوانب التطوير والتحديث اللازم إضافتـها والتي تحقق توجيه العملية التعليمية لإِعداد ضباط أركان مؤهلين لتولي مناصب القيادة والأركان والتعامل مع القضايا المختلفـة .
تهدف دورة القيادة والاركان المشتركة إلى إعداد ضباط القوات المسلحة لأن يكونوا قادة عسكريين وضباط أركان، يمتلكون من العلوم والتدريبات العسكرية، والمعرفة القانونية والسياسية والاستراتيجية، والثقافة الإسلامية والتاريخية، والمعارف العلمية والتقنية، والمهارات البحثية والإدارية لأداء ما يُسند إليهم من مهام ووظائف قيادية بكفاءة واقتدار. وتحقيق الهدف عبر مساقات البرنامج المتعددة والمتنوعة بتنوع المعارف والعلوم والمهارات. و لكل مساق إسهامه البارز المحدد في تحقيق الهدف العام للبرنامج وأهدافه الفرعية، والتي تتمحور حول:

• تأهيل ضابط الركن.
•الكفاءة في التخطيط والإدارة والقيادة.
• الكفاءة في أداء العمليات العسكرية.
•إتقان التدريبات العسكرية.
•الكفاءة في استخدام الأسلحة والمعدات العسكرية.
• تعزيز الكفاءة التعبوية.
• تنمية مهارات الاتصال العسكري.
• تعميق الوعي القانوني والسياسي والاستراتيجي.
•إدراك آليات ترسيخ الأمن وتدعيم السلام.
•استيعاب أسس البحث العلمي وتطبيقها.
• تعميق الثقافة الإسلامية والتاريخية.

### دورة العمليات المشتركة
تهدف دورة العمليات المشتركة إلى تأهيل المنسبين في الدورة للعمل في المستوى الاستراتيجي العسكري والمستوى العملياتي كقائد مشترك أو كعضو من أعضاء مجموعة التخطيط الاستراتيجي وفريق التخطيط المشترك وقائد قوة واجب مشتركة وكضابط ركن ضمن هيئة ركن القيادة المشتركة مع ملامسة مخرجات التخطيط والعمل على المستوى السياسي العسكري الخاص بالمجلس الأعلى للدفاع ( التوجيه السياسي العسكري) بهدف تحقيق ما يلي:
•تأهيل الضباط المتوقع إشغالهم لوظائف قيادية أو العمل في هيئات الركن المشتركة على المستويات المختلفة ( قيادة مشتركة وقيادة قوة واجب مشتركة) في موضوعات العقيدة العسكرية والعقيدة المشتركة والمفهوم المشترك لدولة الإمارات العربية المتحدة والتخطيط للعمليات المشتركة وما تبعها من إصدارات من مركز العمليات المشترك.
•تنمية قدرات المنتسبين بالدورة لتنفيذ إجراءات التخطيط وإدارة العمليات المشتركة في المستوى الاستراتيجي العسكري / العملياتي.
•توحيد مفاهيم المنتسبين بالدورة في موضوعات عقيدة العمليات المشتركة لدولة الإمارات العربية المتحدة.
•تنمية قدرات المنتسبين بالدورة على التحليل الإخباري من خلال دراسة وتحليل المواقف المحلية والإقليمية والدولية.

### دورة التخطيط الاستراتيجي
تهدف دورة التخطيط الاستراتيجي إلى إعداد وتأهيل وصقل مهارات المشاركين بالدورة وتنمية قدراتهم على تشكيل وتنظيم فريق عمل مشترك قادر على فهم أبعاد ومتطلبات الأمن الوطني ورسم السياسات العسكرية والأمنية وآليات التخطيط الاستراتيجي وصناعة القرار وفن القيادة والإدارة الإستراتيجية والإعلام وتخطيط وإدارة الأزمات والكوارث والتفاوض والبحث العلمي . فقد تم تحديد الأهداف التعليمية التي بني عليها المنهاج كالتالي :
• توحيد مفاهيم المشاركين بمبادئ وآليات التخطيط الاستراتيجي الشامل السياسي والعسكري لصناعة القرار وفي إطار مفهوم الأمن الوطني والقدرة الشاملة للدولة .
• تنمية قدرة ومهارة المشاركين على البحث العلمي للدراسات المقارنة والمفاضلة بين البدائل المتاحة لحل المعاضل بأسس ومبادئ ومهارات التفكير المنطقي والإبداعي لصناعة القرار .
• تنمية الثقافة العامة للمشاركين تجاه مواضيع تخطيط وإدارة الأزمات والكوارث والتفاوض والإدارة الإستراتيجية والإعلام وبما يواكب متطلبات فن القيادة الحديثة.
• تعريف المشاركين بالدورة بأسس وأساليب وأنواع القيادات المختلفة والاستفادة من التاريخ العسكري وبما يحقق الربط المتدرج بين الحاضر والمستقبل .
•صقل مهارات الدارسين في تحديد الغايات والأهداف العليا وصولاً إلى بلورة استراتيجيات عمل محددة الأهداف قابلة للتنفيذ من خلال برامج زمنية محددة.

### ماجستير إدارة الموارد البشرية
إن برنامج الماجستير في إدارة الموارد البشرية / كلية إدارة الأعمال برنامج متخصص يركز على الإدارة الفعالة للمورد البشري في المؤسسة. ويتيح للطلبة فرصة فريدة لدراسة علمية متقدمة في مجال إدارة الموارد البشرية فضلاً عن فرص التقدم في القيادة على المستويين الشخصي والمهني. يتم منح شهادة الماجستير بعد إتمام 33 ساعة معتمدة.
بعد إتمام متطلبات البرنامج بنجاح، سيكون الخريج قادراً على:
· تطبيق أساليب مختلفة لتقييم الوظائف وتقويم الأداء في المؤسسة.
· تصميم استراتيجيات مختلفة في مجال إدارة الأعمال وتحديد طرق التطبيق الملائمة التي تحسّن النتائج العامة للمؤسسات.
· تحليل قضايا تتعلق بالموارد البشرية من منظور دولي للسوق العالمي المعاصر.
· تطبيق وسائل ومفاهيم، وأسس نظرية ضرورية تتعلق بواقع السلوك المؤسساتي.

### بكالوريوس العلوم والإدارة العسكرية
بالتعاون مع جامعة أبوظبي كلية الآداب والعلوم اعتمدت وزارة التعليم العالي والبحث العلمي برنامج البكالوريوس في (العلوم والإدارة العسكرية) والذي يمنح لخريجي دورة القيادة والأركان المشتركة بدءاً من الدورة العشرين، وكذلك تم اعتماد برنامج خاص لتأهيل خريجي الدورات السابقة. إن درجة البكالوريوس سوف يتم منحها عند إتمام 133 ساعة معتمدة.
بعد إتمام متطلبات البرنامج بنجاح، سيكون الخريج قادراً على:
· التخطيط الإستراتيجي والقيادة الفعالة.
· إجراء الدراسات التحليلية لمناطق العمليات.
· إدارة العمليات البحرية والبرية والجوية.
· إجراء البحوث والدراسات في المجال العسكري.

## منهاج الكلية
بيان المساقات
يتألف البرنامج من 38 مساقاً موزعة ما بين متطلبات الإدارة والاقتصاد، ومتطلبات التأهيل العسكري، ومتطلبات القيادة والأركان.

### مناهج المساقات
تتنوع مساقات البرنامج ما بين أكاديمية وعسكرية وأكاديمية عسكرية، وتوظف فيه الوسائل التعليمية التكنولوجية، وحلقات البحث والزيارات الميدانية الداخلية والخارجية، والتمارين والتدريبات الميدانية المتنوعة، وذلك موضح في منهاج كل مساق.

### الممارسة / التدريب / التطبيق العملي
تشتمل معظم المساقات العسكرية على تدريبات عملية داخل الكلية وميادين القوات المسلحة

## وصلات خارجية
- كلية القيادة والأركان المشتركة -الإمارات